# André Allemand (diplomate et auteur)
Pour les articles homonymes, voir Allemand (homonymie).
Ne doit pas être confondu avec André Allemand (parachutiste).
André Allemand, né le 12 décembre 1927 à Pau, dans les Pyrénées-Atlantiques et mort le 8 août 2018 à Arès, est un ancien diplomate français, puis auteur de romans policiers.

## Biographie
À partir de 1962, il occupe divers postes diplomatiques pour le compte du Ministère des Affaires étrangères, dont des missions en Algérie, en Italie, à Madagascar et en Amérique du Sud. Il prend sa retraite en 1993 et se consacre à l'écriture.

## Publications
- Au-delà de ma rizière, roman publié sous le pseudonyme de Philippe Lehman[2],[3], Paris, L'Académie européenne du livre, 1992 ; réédition sous le titre Au cœur de l'île rouge, sous le nom d'André Allemand, Paris, Rivages/Noir no 329, 1999.
- Un crime en Algérie, roman, coll. Rivages/Noir no 384, 2001[4].